# فارسنامه (ابن بلخی)
فارس‌نامه کتابی است دربارهٔ تاریخ و جغرافیای پارس که در دههٔ نخست سده ششم هجری قمری نوشته شده است. نام نویسندهٔ کتاب مشخص نیست، ولی نویسنده خود در دیباچهٔ کتاب نسبِ نیایش را از بلخ و خویشتن را زاده و پرورده در پارس ذکر می‌کند. از این رو، معمولاً از وی با نام ابن بلخی یاد می‌شود. بخش جغرافیای فارس‌نامه به خاطر اطلاعات تازه‌ای که در آن یافت می‌شود نزد پژوهشگران بسیار ارزشمند است؛ بخش تاریخ کتاب عمدتاً منطبق بر تواریخ پیشین یا حتی مأخوذ از آنهاست، گرچه گاه اطلاعات اضافه‌ای هم در آن یافت می‌شود؛ بخش تاریخ این اهمیت را دارد که نخستین نگارش (در مقابل ترجمه) پیرامون تاریخ ایران به زبان فارسی است که به دست ما رسیده است.

## شناسایی
این کتاب کهن‌ترین کتابی است که اطلاعات فراگیر و بی‌همتایی دربارهٔ فارس، به زبان فارسی و با انشایی رسا و روان و به شیوه‌ای چکیده و دل‌نشین به اهل دانش و ادب نمایان کرده است و از زمان نوشتن به عنوان منبعی ارزشمندی در شناخت فارس مورد پذیرش و استفادهٔ پژوهشگران و صاحب‌نظران قرار گرفته است.
نویسندهٔ فارس‌نامه در دیباچه کتاب، هدف از نگارش آن را توصیف وضعیت تاریخی و جغرافیایی فارس در جهت آگاه کردن سلطان سلجوقی از موقعیت این ایالت عنوان می‌کند.

## نویسنده
اگرچه ادوارد براون احتمال می‌دهد که این فارس‌نامه را ابوزید احمد بن سهل بلخی، نویسنده صورالاقالیم نگارش کرده باشد، اما در هیچ‌ یک از منابع با ارزش، نامی از نویسنده فارس‌نامه به میان نیامده است و تنها حاجی خلیفه، در کشف‌الظنون او را بلخی خوانده و نوشته است.
بنابراین، ابن بلخی نامی است که حاجی خلیفه به استناد مطالب فارس‌نامه، بر نویسنده این اثر نهاده است. (اگرچه نیکسن معتقد است که این نام را حمدالله مستوفی بر نویسنده کتاب گذاشته است) و پس از وی دیگران نیز آن را به کار برده‌اند.

## انگیزه نوشتن کتاب
خاندان نویسنده فارسنامه هم چنان‌که خود او نوشته است، در اوایل دولت سلجوقی به پارس آمدند و سلطان ابوشجاع محمدبن ملکشاه سلجوقی (۴۷۴ تا ۵۱۱ هـ. ق) در نامه‌ای که به خط خود به ابن بلخی نگاشت و نویسنده کتاب آن را درخواستی لطیف و املایی درست می‌خواند، از او خواست که اوضاع و احوال پارس را در کتابی برای او بنگارد.
با توجه به این که سلطان محمد بن ملکشاه در سال ۵۱۱ در گذشته است و نویسنده به همزمانی خود با اتابک چاولی درگذشته به سال ۵۱۰ هـ.ق. اشاره دارد می‌توان حدس زد که سال نوشتن فارسنامه باید پیش از ۵۱۰ هجری باشد.

## بنمایگان نویسنده
منابع نویسنده، همان تواریخ عمومی و مشهور، مانند آثار حمزه اصفهانی و تاریخ طبری و در بخش مسائل مالی و دیوانی، کتاب خراج جعفر بن قدامه است. لسترنج، در مقدمه فارس نامه به تفصیل از اخذ و اقتباس ابن بلخی در احوال تاریخ پیش از اسلام، از جمله ساسانیان، از تاریخ طبری بحث کرده است.
نویسنده، در نگارش خود با دقت و وسواسی شگفت‌انگیز، از موثق‌ترین اطلاعات مندرج در کتب مختلف سود برد تا کاری تحقیقی و قابل اعتماد را عرضه بدارد و به همین جهت مواد کتاب خود را از یک اثر واحد برنگرفت و تنها به گفته گذشتگان اکتفا نکرد و کوشید تا خود نیز دیده‌ها و شنیده‌ها و دریافت‌های خویش را بر کتاب بیفزاید و نتیجه آن شده است که پاره‌ای از اطلاعات موجود در فارس نامه ابن بلخی، کاملاً دست اول و خاص و منحصر به این کتاب می‌باشد و در هیچ اثر دیگری مشاهده نمی‌شود؛ همانند آنچه دربارهٔ مالیات فارس و قبایل کرد و شبانکاره یا خلق و خوی مردم این دیار آورده است.

## درون‌مایه کتاب
ابن بلخی، در فارسنامه، نشان می‌دهد که سلطان سلجوقی که به اهمیت جغرافیایی و تاریخی فارس و نژاد مردم آن آگاه بود، از وی درخواست نوشتن کتابی را کرد که آیینه تمام نمای فارس باشد و نویسنده نیز، به نوشتن فارس‌نامه پرداخت که نخستین کتاب مستقل و جامعی است که دربارة فارس، جغرافیا و پیشینه و روحیات مردم آن به رشته تحریر کشیده شده است. او در نگارش خود با دقت و وسواسی شگفت‌انگیز، از مؤثق‌ترین اطلاعات مندرج در کتاب‌های مختلف سود برد تا کاری تحقیقی و قابل اعتماد را عرضه بدارد و به همین جهت مواد کتاب خود را از یک اثر واحد برنگرفت و تنها به گفتة گذشتگان اکتفا نکرد و کوشید تا خود نیز، دیده‌ها و شنیده‌ها و دریافت‌های خویش را بر کتاب بیفزاید و نتیجه، آن شده است که پاره‌ای از اطلاعات و مطالب موجود در فارسنامه ابن بلخی، کاملاً دست اول و خاص و منحصر به این کتاب باشد و در هیچ اثر دیگری مشاهده نمی‌شود، همانند آنچه دربارة مالیات فارس و قبایل کرد و شبانکاره یا خلق و خوی مردم این دیار، آورده است.

## بخش‌های فارسنامه ابن بلخی
ابن بلخی کتاب خود را به یک مقدمه و سه بخش تقسیم کرده است:
1. در مقدمه کتاب، پس از حمد خداوند و ستایش پیامبر او، به چگونگی نوشتن کتاب می‌پردازد و شیفتگی خود را به پارس و مردم آن نشان می‌دهد و عزت و اهمیت معنوی و مذهبی و تاریخی فارس و مردم آن را به استناد روایات معتبری از قول پیامبر اسلام و خاندانش می‌ستاید و پارسیان را از برگزیدگان خداوند می‌داند.[۸]
2. بخش تاریخی که بیان مختصر و دقیقی از تاریخ پادشاهان ایران از عهد باستان تا روزگار ساسانیان و کیفیت گشودن پارس به وسیله مسلمانان است.[۹]
3. بخش جغرافیایی که به ذکر فارس و کورت‌های پنجگانه آن و شهرهای هر کوره اختصاص دارد و شرح نهرها، دریاها، مرغزارها، قلعه‌ها و مسافات فارس را در برمی‌گیرد.[۱۰]
4. بخش سیاسی و اجتماعی و اقتصادی کتاب که در حقیقت موخره فارسنامه به‌شمار می‌آید و مشتمل است بر احوال شبانکاره و کرد و اخلاق و روحیات مردم و قانون مال پارس که در عین اختصار، بسیار معتبر، خواندنی و با ارزش می‌باشد.[۱۱]

## شیوه نثر کتاب
نثر فارسنامه ابن بلخی، مرسل ساده و موجز است و در آن غلبه با الفاظ و عبارت‌های فارسی است و از سجع و صنعت‌های لفظ در آن کمتر نشان می‌یابیم و جملات و اشعار عربی کتاب نیز دنباله طبیعی مطالب فارسی است. ابن بلخی به واژگان فارسی دلبستگی فراوان دارد و بسیاری از این واژه‌ها را در کتاب خود به کار می‌برد. او، کلمات و جملات عربی را در کتاب خود به پارسی برمی‌گرداند و گاهی ساختمان و کیفیت واژه‌سازی پارسی و عربی را یادآوری می‌کند.

## اندیشه‌ها و افکار ابن بلخی
گفته شد که فارسنامه، حاوی اطلاعات بسیار ارزنده و معتبری در تاریخ، جغرافیا و اوضاع سیاسی و اجتماعی و اقتصادی فارس و روحیات و رفتار مردم این سرزمین است که با توجه به دقت نویسنده در نقل مطالب و زیبایی و استحکام بیان او، می‌توان آن را به لحاظ محتوا و لفظ بسیار با ارزش و گرانبها دانست.
ابن بلخی، عاشق پارس و مردم این سرزمین است و فارسنامه در حقیقت، بازتاب جنبه‌های والای فکر و اندیشه‌هایی است که مردم این دیار را بر دیگر نواحی مزیت و برتری می‌بخشد و هم نشان‌دهنده آنچه پارس و مردمش را خوار می‌سازد. نویسنده ستایشگر عدالت و راستی و گفتار و کردار نیک است و هرگز اعتبار حقیقت را از دست نمی‌دهد و در بازگو کردن ضعف‌ها و سستی‌های مردم، درنگ نمی‌کند.

## آثار ابن بلخی
ابن بلخی علاوه بر فارسنامه، از ۲ اثر دیگر خود، خبر می‌دهد که نخستین آن، کتابی دربارهٔ دریاها است
دومین کتابی که ابن بلخی نگارش کرد یا در دست تحریر داشت، کتاب تاریخ دوران اسلامی بود که حوادث عهد پیامبر اسلام تا زمان نویسنده را در برمی‌گرفت
اما معلوم نیست که آیا او این کتاب را به انجام رسانیده است یا خیر.